# Guy Lalumière
Pour les articles homonymes, voir Lalumière.
 (décembre 2012).
Si vous disposez d'ouvrages ou d'articles de référence ou si vous connaissez des sites web de qualité traitant du thème abordé ici, merci de compléter l'article en donnant les références utiles à sa vérifiabilité et en les liant à la section « Notes et références ».
Guy Lalumière, né à Montréal le 20 juin 1930 et mort à Victoria (Colombie-Britannique) le 11 août 2021, est un designer-graphiste, professeur et photographe québécois.

## Biographie
De 1936 à 1948, Guy Lalumière fréquente l'école Chomedey de Maisonneuve, dans le quartier Hochelage à Montréal. Dès sa sortie, il se dirige vers les arts graphiques. et entre donc à l’École des beaux-arts de Montréal, pour en graduer en 1953. Une fois ses études complétées, il entreprend un périple à motocyclette à travers les Amériques, ce qui le mènera ultimement au Mexique. L'architecture moderne de l'Université nationale autonome du Mexique, dont la construction du nouveau campus s'est achevée en 1950, le fascine. Devant cet ensemble de bâtiments avant-gardistes, il s'initie à l'art de la photographie. À la suite de ce périple, il collabore pendant quelques années avec l’agence Eveleigh Design, où il travaille avec le fondateur, Henry Eveleigh. Au cours de cette période, il côtoie plusieurs figures marquantes du design graphique au Québec, et développe un réseau de contacts qui seront d'éventuels clients. En 1956, il ouvre son propre atelier d’arts graphiques. Puis en 1957, il entreprend un voyage en Europe qui durera 13 mois afin se perfectionner; il est alors âgé de 25 ans. C'est lors de ce voyage que Guy Lalumière achète une Porsche 356, modèle iconique du design industriel (il justifiera cet achat en soulignant la perfection des lignes de ce modèle). Il visitera alors la France, l’Espagne et le Maroc, avant de retourner à Montréal. Après ce séjour, il reprend le métier de graphiste comme activité principale tout en enseignant à l’École des beaux-arts de Montréal les bases de la composition décorative et de l’art publicitaire. En 1959, il séjourne de nouveau en Europe. Pendant près d’un an, il habite Paris et travaille dans un studio d’art graphique où, pour la seule fois de sa vie, il est employé au sein d’un studio.  Il réalise alors différents produits graphiques, tel que des affiches, des pamphlets et des brochures. Il préférera par la suite travailler comme pigiste plutôt que pour un studio afin de conserver son indépendance. Lors de ces voyages, il pratique beaucoup la photographie; équipé d'un appareil en couleur ainsi que d'un autre appareil en noir et blanc, il s'intéresse beaucoup aux gens et prend ses clichés à leur insu. Il fonde en 1962,  le Studio Guy Lalumière. Au cours des années, on constate une croissance constante de la clientèle et une diversification des projets. En 1964, le studio est relocalisé dans des locaux plus vastes donnant sur la Place Jacques-Cartier, permettant entre autres de fournir des services graphiques pour le designer Gustave Maeder, responsable de l'exposition du Pavillon du Québec à l'Expo 67. Lalumière choisit le local avec une idée d'expansion en tête, ce qui le mènera à s'entourer d'une équipe composée de photographes et de designers graphiques, dont Frédéric Metz. La mise sur pied d'un groupe de professionnels constitue un changement important dans sa méthode de travail, puisqu'il évoluait auparavant seul en tant que pigiste. En 1969, Guy Lalumière et Associés est fondé en collaboration avec Marcel Dauphinais et Robert Charbonneau. Guy Lalumière et Associés offrira des services en communication visuelle, graphisme et photographie jusqu’au début des années 1980. Tout en continuant ses activités dans le domaine des arts graphiques, Guy Lalumière collaborera occasionnellement avec le département de Marketing de l'Université de Montréal dans les années 1970 à titre de professeur invité. Le 28 octobre 2010, il a été honoré par la Société des Designers Graphiques du Québec. Guy Lalumière vit actuellement dans l'Ouest canadien, où il s'adonne à l'une de ses passions, la photographie.

## Réalisations
Au cours de sa carrière de designer graphique, Guy Lalumière a eu une clientèle très diversifiée (Mont Gabriel Lodge, Banque populaire, Théâtre du Quat'Sous, Commission de Transport de Montréal, Institut Québécois du cinéma, gouvernements du Québec et du Canada). L'affiche occupe une place importante dans l'œuvre professionnelle du designer québécois. La conception de ses affiches se base sur des principes favorisant la simplicité et l'efficacité.  Ainsi, Lalumière établit une "règle des 10 secondes" selon laquelle, le message véhiculé par l'affiche se doit d'être assimilé par le public en 10 secondes, à défaut de quoi, ladite affiche est inefficace. C'est pourquoi, loin de les dénigrer il s'autorise l'utilisation de clichés et de lieux communs dans ses réalisations et en souligne même l'importance:  "ce sont des constatations de base, des valeurs sûres". Ainsi, on retrouve une colombe prenant son envol comme image principale de la campagne publicitaire de la semaine de l'amitié québécoise de 1974.
Dynamisme, clarté et modernité font également partie des valeurs graphiques de Lalumière. La série d'affiches réalisée dans le cadre de L'exposition universelle de 1967 de Montréal applique l'ensemble de ces principes. L’utilisation d'une typographie simple sans fioriture, le choix des couleurs, l’utilisation de la photo, ainsi que la disposition des éléments graphiques incarnent l'esthétique recherchée par le designer. La fusion entre la photographie et la typographie que l’on retrouve dans ses affiches est typique de l’influence du style international suisse. Cette influence se retrouve également dans les affiches des pavillons thématiques de Terre des Hommes (exposition) en 1968, de celles du ministère québécois de l'éducation de 1974 ayant comme thème les sports, les loisirs et les activités culturelles. Guy Lalumière s’est aussi occupé, jusqu’au début 1980, de la promotion et de la documentation du dossier Cinéma Canada pour le Festival de Cannes.

## Inﬂuences
Guy Lalumière a été, en général, influencé par les grands affichistes modernistes européens des années 1930 et 40 tel qu’Abram Games, Cassandre, Jean Carlu, Herbert Bayer. Il trouva également inspiration dans les œuvres graphiques de Raymond Savignac et André François.

## Prix
- Grand prix au concours du Direct Mail Advertising Association (Chicago), pour « Texture d'un pays » (1968).
- Coq de Bronze, Publicité Club, brochure sur le théâtre québécois, Ministère des Affaires culturelles (1968).
- Prix spécial, 4th Canadian Outdoor Advertising, pour « Le prêt-auto qui vroumm » (1969).
- Coq d'argent, Publicité Club de Montréal, pour la campagne Bombardier (1970).

## Liste des réalisations
- Affiches pour l'Exposition universelle, Expo 67, Montréal.
- Série d'affiches, « Activités socioculturelles » Ministère des Affaires culturelles, Québec.
- Série d'affiches, « Activités sportives » Ministère de l'Éducation, Québec.
- Affiche pour le Gala du R.I.N., Montréal.
- Affiche pour la « Semaine de l'amitié québécoise », Ministère des Affaires Culturelles, Québec.
- Conception, scénarisation, réalisation, Pavillon Interpol, Terre des hommes, 1970.
- Conception et production de dossiers promotionnels, Cinéma-Canada, Festival de Cannes.

## Musées et collections publiques
- Centre d'histoire de Montréal
- Musée de la civilisation
- Musée national des beaux-arts du Québec[7]

## Sources bibliographiques
(novembre 2018).
- BEAUDET, Mélissa et Marie LÉVEILLÉ. 2013, Design (saison 1) :Guy Lalumière, [dvd], coul., 58 min 37 s, Montréal, Canal Savoir.
- FAINMEL, Charles et Henry EVELEIGH. «The proper function of advertising». Canadian Art (Ottawa), été 1947, p. 157-159.
- H. CHOKO, Marc. «Expo 67 : Tout l'éclat du design», Montréal: Ville Unesco de design, Montréal, 2006, p. 25.
- H. CHOKO, Marc. 2001, L'affiche au Québec : des origines à nos jours, Montréal, Éditions de l’homme, p. 155 et 252.
- H. CHOKO, Marc. Paul BOURASSA et Gérald BARIL. 2003, Le design au Québec, Montréal : Les Éditions de l’Homme, 383 p.
- LÉGER, Danielle. « Une olympiade de l’affiche»,  À rayons ouverts, Hiver 2010, N°82, p. 8-9.
- S.A.,« Châtelaine en pantoufles : Retour d’Europe [Guy Laumière] », Châtelaine, Montréal, vol 4, n°9, (septembre 1963), p. 5.
- Société des designers graphiques du Québec. <http://www.sdgq.ca/sdgq/projets/honoraires/guy-lalumiere/>. Consulté le 14 octobre 2015
- WEILL, Alain. 1984, L’affiche dans le monde, Barcelone, Somogy, 381 p.